# 토양층위
토양층위(土壤層位, Soil horizon)는 토양단면의 토양을 이루는 알갱이의 크기(토성), 흙덩어리의 모양(토양구조)등에 의해서 지표면에 거의 평행하는 몇 개의 층으로 나뉘어 있는 것을 토양층위라고 한다. 각 층은 색, 알갱이 조성, 구조, 조직 따위에 의하여 서로 구별된다.